# 安定镇 (平江县)
安定镇，中华人民共和国湖南省岳阳市平江县下属的一个镇，位于平江县南部，芝麻河（芦溪河）东岸。106国道、309省道经过县境。境内金铺观、中县坪为古县治遗址，古迹有杜甫墓。

## 建制沿革
- 1956年，属安定办事处；
- 1958年，为东方红公社；
- 1961年，为安定区安定公社；
- 1984年，改置安定镇；
- 1995年，大桥乡、长田乡并入。

## 行政区划
安定镇下辖3个居委会、44个行政村：
- 兴安居委会、昌安居委会、正黄居委会
- 小田村、石浆村、江东村、河圳村、长兴村、白坪村、官滩村、中县村、浮潭村、止马村、大桥村、中黄村、官塘村、上黄村、田陌村、青山村、山背村、安定村、安永村、横冲村、永兴村、花塘村、河坪村、鸣山村、福星村、水南村、岳田村、桃源村、五狮村、圳坎村、瓜山村、新华村、边山村、小茅村、大茅村、白茅村、平田村、富家村、高坪村、田家村、长田村、秋湖村、秋水村、洋海村